# Filmåret 1932

## Årets filmer

### A - G
- Ardnas – Nordfjällens konung
- Blonda Venus
- Bröderna Östermans huskors
- Det blå ljuset
- Din för i kväll
- Dr. Jekyll och Mr. Hyde
- En stulen vals
- Ett skepp kommer lastat
- Freaks
- Fyra farliga friare
- Grand Hotel

### H - N
- Hans livs match
- Hollywoods satan
- I jultomtens verkstad
- Jag gifta mig – aldrig
- Kronans rallare
- Kärlek och kassabrist
- Kärleksexpressen
- Landskamp
- Lyckans gullgossar
- Madame Butterfly
- Mumien vaknar
- Muntra musikanter

### O - U
- Pianoexpressen
- Pojkarna på Storholmen
- Rolfexpressen
- Scarface
- Service de nuit
- Som du vill ha mig
- Sten Stensson Stéen från Eslöv på nya äventyr
- Studenter i Paris
- Svarta rosor
- Svärmor kommer
- Söderkåkar[1]
- Taifun
- Tango
- Två hjärtan och en skuta

### V - Ö
- Vi som går köksvägen[2]
- Vit vålnad
- Värmlänningarna
- War Babies
- What Price Hollywood?
- Överraskade av natten

## Födda
- 6 januari – Hans Lindgren, svensk skådespelare, manusförfattare och producent.
- 11 januari – Fernando Di Leo, italiensk filmskapare.
- 13 januari – Nils Brandt, finlandssvensk skådespelare.
- 20 januari – Göran Bernhard, svensk skådespelare.
- 6 februari – François Truffaut, fransk regissör.
- 8 februari – John Williams, amerikansk filmmusikkompositör.
- 11 februari – Margit Carlqvist, svensk skådespelare.
- 14 februari – Harriet Andersson, svensk skådespelare.
- 15 februari – Erika Remberg, österrikisk skådespelare.
- 18 februari – Miloš Forman tjeckisk-amerikansk filmregissör.
- 22 februari – Elsa Prawitz, svensk skådespelare, manusförfattare och musiktextförfattare.
- 23 februari – Majel Barrett, amerikansk skådespelare.
- 27 februari – Elizabeth Taylor, amerikansk skådespelare.
- 31 mars – Kerstin Palo, svensk skådespelare.
- 1 april – Debbie Reynolds, amerikansk skådespelare och sångerska.
- 4 april
  - Anthony Perkins, amerikansk skådespelare.
  - Andrej Tarkovskij, rysk regissör, författare och skådespelare.
- 8 april – Jean-Paul Rappeneau, fransk regissör och manusförfattare.
- 10 april – Omar Sharif, egyptisk skådespelare.
- 11 april – Joel Grey, amerikansk skådespelare och sångare.
- 18 april – Öllegård Wellton, svensk skådespelare.
- 26 april – Birgitta Stenberg, svensk författare och manusförfattare.
- 27 april – Bert-Åke Varg, svensk skådespelare.
- 28 april – Torbjörn Axelman, svensk skådespelare, regissör, manusförfattare och producent.
- 16 maj – Meg Westergren, svensk skådespelare.
- 25 maj – Joaquim Pedro de Andrade, brasiliansk regissör.
- 29 maj – Jan Malmsjö, svensk skådespelare och sångare.
- 31 maj – Margaretha Löwler, svensk skådespelare.
- 4 juni – John Drew Barrymore, amerikansk skådespelare.
- 11 juni – Gerd Andersson, svensk balettdansös och skådespelare.
- 20 juni – Ferry Radax, österrikisk filmskapare.
- 21 juni – Lalo Schifrin, argentinsk pianist, kompositör och dirigent.
- 22 juni
  - Bengt Forslund, svensk producent, regissör och författare.
  - Amrish Puri, indisk skådespelare.
  - Prunella Scales, brittisk skådespelare.
- 28 juni – Pat Morita, japansk-amerikansk skådespelare.
- 20 juli – Sonja Westerbergh, svensk skådespelare.
- 2 augusti – Peter O'Toole, irländsk-brittisk skådespelare.
- 3 augusti – Gunwer Bergkvist, svensk skådespelare.
- 11 september – Sven-Axel Carlsson, svensk skådespelare och filmproducent.
- 29 september – Robert Benton, amerikansk regissör och manusförfattare.
- 4 oktober – Stan Dragoti, amerikansk regissör.
- 27 oktober – Jean-Pierre Cassel, fransk skådespelare.
- 7 november – Ann-Marie Gyllenspetz, svensk skådespelare.
- 10 november – Roy Scheider, amerikansk skådespelare.
- 15 november – Petula Clark, brittisk sångerska och skådespelare.
- 20 november – Lucy Marlow, amerikansk skådespelare.
- 23 november – Bernt Callenbo, svensk skådespelare, regissör och manusförfattare.
- 25 november – Leif Forstenberg, svensk skådespelare.
- 3 december – Corry Brokken, nederländsk sångerska och skådespelare.
- 18 december – Tony Williamson, brittisk manusförfattare.
- 20 december – Christina Lundquist, svensk skådespelare.
- 31 december – Sune Mangs, finlandssvensk sångare och skådespelare.

## Avlidna
- 10 januari – Aino Gille, 17, svensk barnskådespelare.
- 2 april – Rose Coghlan, 81, amerikansk skådespelare.
- 17 maj – Gucken Cederborg, 51, svensk skådespelare.
- 27 juli – Josephine Crowell, 83, amerikansk-kanadensisk skådespelare.
- 4 december – Gösta Hellström, 24, svensk regissör och manusförfattare.

### Fotnoter
1. ↑  IMDB, läst 29 februari 2012
2. ↑  IMDB, läst 23 april 2012